# William Jiménez
William Jiménez Mora (San José; 25 de septiembre de 1948) es un exfutbolista costarricense que jugaba como defensa.

## Selección nacional

### Participaciones en clasificatorias
| Clasif.              | Sede   | Resultado | Part. | Goles |
| -------------------- | ------ | --------- | ----- | ----- |
| Clasif. Mundial 1982 | Varias | Eliminado | 5     | 2     |

## Clubes
| Club               | País       | Año       |
| ------------------ | ---------- | --------- |
| Deportivo México   | Costa Rica | 1973-1978 |
| Herediano (cesión) | Costa Rica | 1975      |
| A.D. Guanacasteca  | Costa Rica | 1978-1979 |
| A.D. San Carlos    | Costa Rica | 1979-1980 |
| L.D. Alajuelense   | Costa Rica | 1980-1981 |
| A.D. Ramonense     | Costa Rica | 1981-1982 |
| Sarchí de Alajuela | Costa Rica | 1982-1983 |
| A.D. El Carmen     | Costa Rica | 1983-1984 |

## Palmarés

### Títulos nacionales
| Título           | Equipo      | País       | Año  |
| ---------------- | ----------- | ---------- | ---- |
| Primera División | Alajuelense | Costa Rica | 1980 |